# Diospyros pseudoharmandii
Diospyros pseudoharmandii är en tvåhjärtbladig växtart som beskrevs av T. H. Nguyên. Diospyros pseudoharmandii ingår i släktet Diospyros och familjen Ebenaceae. Inga underarter finns listade i Catalogue of Life.